# Olszowiec (Pysznica)
Olszowiec – część wsi Pysznica w Polsce położona w województwie podkarpackim, w powiecie stalowowolskim, w gminie Pysznica.
Administracyjnie Olszowiec jest odrębnym sołectwem w gminie Pysznica.
W latach 1975–1998 część wsi administracyjnie należała do województwa tarnobrzeskiego.